# 末原貫一郎

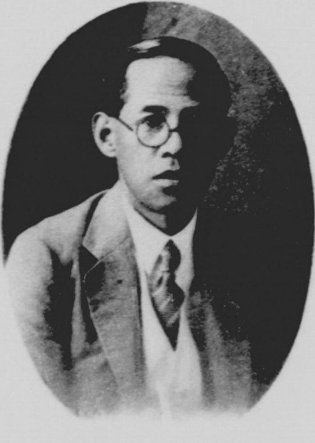
末原貫一郎

末原 貫一郎（すえはら かんいちろう、1887年（明治20年）2月12日 - 1946年（昭和21年）11月25日）は、日本の内務官僚。敦賀市長、彦根市長。

## 経歴
福岡県に田中孫四郎の二男として生まれ、末原タケの養子となった。1913年（大正2年）に東北帝国大学農科大学に入学した後、1918年（大正7年）に高等文官試験に合格した。長崎県属、同警視、同保安課長、同外事課長兼警務課長、沖縄県学務課長、樺太庁農林部長、高知県学務部長を歴任した。1932年（昭和7年）、福島県書記官・学務部長となり、後に石川県書記官・経済部長に転じた。1936年（昭和11年）に鳥取県書記官・総務部長に就任し、翌年に退官した。退官後は長崎市助役を務めた。
1941年（昭和16年）、敦賀市長に選ばれ、1945年（昭和20年）4月まで務めた。同年6月に彦根市長に選ばれたが、翌年に公職追放された。